# Paola Frassinetti
Paola Frassinetti, född 3 mars 1809 i Genua, död 11 juni 1882 i Rom, var en italiensk romersk-katolsk nunna och grundare av kongregationen Sankta Doroteas systrar. Hon vördas som helgon i Romersk-katolska kyrkan, med minnesdag den 11 juni.

## Bilder
| - Relik tillhörande heliga Paola Frassinetti. |